# Schronisko w Wąwozie Sobczańskim górne 2
Schronisko w Wąwozie Sobczańskim górne 2 – jaskinia, a właściwie schronisko, w polskich Pieninach. Wejście do niej znajduje się w Masywie Trzech Koron, 70 metrów nad dnem Wąwozu Sopczańskiego, na wysokości 690 m n.p.m. Jaskinia jest pozioma, a jej długość wynosi 6 metrów. Znajduje się na obszarze Pienińskiego Parku Narodowego, poza szlakami turystycznymi.

## Opis jaskini
Jaskinię stanowi duża nyża z okapem nad wejściem na końcu której znajduje się namulisko.

## Przyroda
W jaskini brak jest nacieków. Ściany są suche, nie ma na nich roślinności.

## Historia odkryć
Jaskinia była prawdopodobnie znana od dawna. Jej plan i opis sporządzili A. Amirowicz, J. Baryła i M. Gradziński w 1993 roku.